# Chaîne Centrale (Taïwan)
Pour les articles homonymes, voir Chaîne centrale.
La chaîne Centrale (chinois : 中央山脈), également appelée chaîne de Chungyang, est la chaîne principale de montagnes de Taïwan, s'étendant du nord au sud de l'île. Elle rend ainsi difficile les flux entre la partie ouest et est de l'île. Le point culminant est le mont Xiuguluan à 3 860 mètres d'altitude.
Au sens large, elle inclut aussi les chaînes voisines du Yushan et de Hsueshan, ce qui ferait du Yu Shan son sommet principal à 3 952 mètres d'altitude, suivi du Hsue Shan à 3 886 mètres.

## Flore
La chaîne se situe dans l'écorégion des Forêts caduques subtropicales de Taïwan et la composition de la forêt varie avec l'élévation. Les plaines côtières et zones moins élevées sont recouvertes de laurier[précision nécessaire] et de Castanopsis, majoritairement de Cryptocarya chinensis et de Castanopsis hystrix avec des stands éparpillés de Pinus massoniana. En montant, les arbres à feuilles larges persistantes sont peu à peu remplacés par des arbres caduques à feuilles larges et conifères. Plus haut, le laurier et le Castanopsis laissent place au Cyclobalanopsis glauca.
Au-dessus de 3 000 mètres, des arbres caduques à feuilles larges comme l'aulne de Formose et l'érable se mêlent au pruche de Chine. Dans les zones les plus élevées, des forêts subalpines sont majoritairement composées de conifères incluant pruche de Chine, épicéa de Taïwan et sapin de Taïwan.

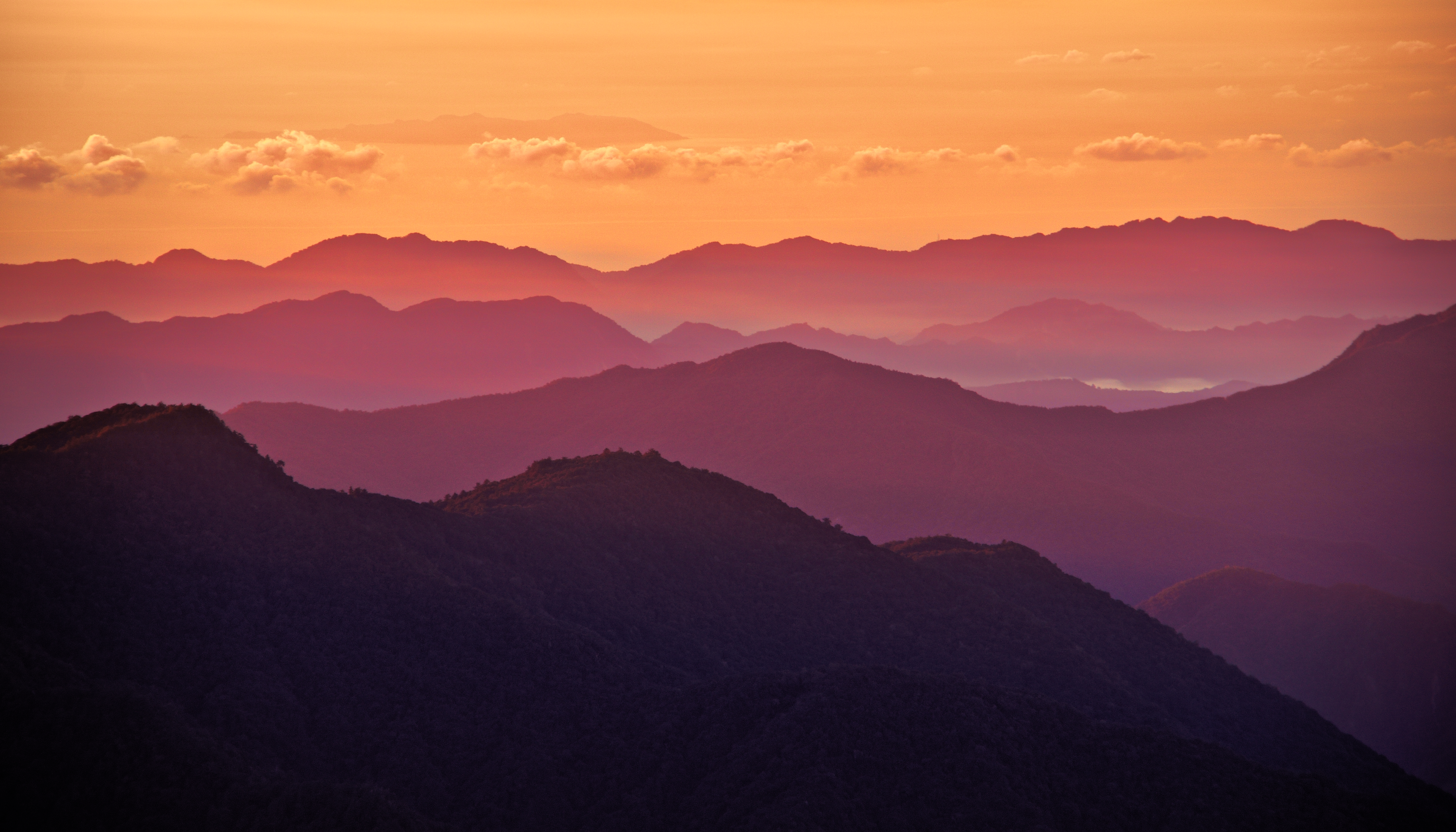
Lever de soleil près du lac Jiaming, dans le parc national de Yushan, dans la chaîne Centrale.